# Багратион (мост)
Мост Багратио́н — торгово-пешеходный мост через реку Москву, открытый в 1997 году и ставший первым сооружением комплекса «Москва-Сити». Мост соединяет Краснопресненскую набережную, станцию метро «Деловой центр» и «Москву-Сити» с набережной Тараса Шевченко и Башней 2000.

## Расположение
Мост находится по адресу Краснопресненская набережная, 16. Со стороны Краснопресненской набережной вестибюль моста соединён с выходом станции метро «Деловой центр» и ТРЦ «Афимолл», на противоположном конце мост переходит в Башню-2000.
Рядом с мостом, со стороны Краснопресненской набережной, расположены причалы «Мост Багратион» и «Международная выставка». Под мостом, со стороны набережной Тараса Шевченко, расположен причал «Набережная Тараса Шевченко». Причалы «Мост Багратион» и «Набережная Тараса Шевченко» используются теплоходами, сдающимися в аренду. Причал «Международная выставка» используется теплоходами, работающими на различных прогулочных маршрутах, и от этого причала можно совершить прогулку на теплоходе.

## История
Открытие моста состоялось в сентябре 1997 года и было приурочено к 850-летию Москвы. Он был построен по проекту архитектора Бориса Тхора и конструктора Владимира Травуша. Мост назван в честь главнокомандующего 2-й Западной армией в начале войны 1812 года Петра Багратиона.
В 2004 году мост был передан в доверительное управление подконтрольной городу компании «Миосор», которая также управляет зданием «Башни 2000». В октябре этого же года в вестибюле торгового центра «Багратион» со стороны Краснопресненской набережной состоялось открытие скульптурной композиции Эрнста Неизвестного «Древо жизни».
В 2008 году мост был застрахован компанией «Оранта Страхование». Лимит страховой ответственности составил 300 млн рублей.
С 21 января 2016 года страховой компанией объекта выступает «Росгосстрах», цена контракта составила 771,4 тысячи рублей.
В настоящее время эксплуатацией моста занимается ГК "Галс-Девелопмент".
В 2025—2026 годах мост будет закрыт на ремонт. Объявлено, что с 24 марта 2025 мост «Багратион» закрывается в связи с капитальным ремонтом до 25 июля 2026 года. Закрыт на реконструкцию с 12 мая 2025 по 31 декабря 2030 года. Снос северного вестибюля моста начался 21 мая 2025 года. Одной из причин называется строительство бизнес-центра компании Wildberries с главной башней, высотой 398 метров поблизости от моста, а также проведение его реконструкции. Предыдущий ремонт моста проводился в 2019 году, при этом пешеходное движение по мосту не ограничивалось.

## Конструкция
Мост Багратион имеет два уровня: нижний представляет собой полностью застеклённую крытую галерею с траволаторами, а верхний частично остеклён, на нём располагаются торговые ряды, а также открытая смотровая площадка. При комплексе имеется четырёхуровневая подземная парковка более чем на 300 мест и охраняемая наземная на 70. На мосту установлены системы теплоснабжения и кондиционирования, приточной вытяжной вентиляции, лифты и эскалаторы, действуют системы пожарной безопасности, сигнализационная система, работает диспетчерская.
Мост имеет пролётное строение, представляющее собой треугольную в поперечнике металлическую ферму длиной 147+49 метров и высотой 12 метров. Площадь моста — 13,6 тысяч м², из которых более 4 тысяч приходится на площади коммерческого назначения, сдаваемые в аренду. Длина моста — 214 метров, высота над уровнем Москвы-реки — 14, ширина — 16.

## Входы и режим работы
- Из вестибюля станции метро «Деловой центр» (с 07:30 до 24:00)
- Из Башни-2000 (с 07:30 до 24:00)
- Со стороны Краснопресненской набережной (по чётным дням: с 05:25 до 02:00, по нечётным дням: с 05:35 до 02:00)[2][19].

Выход на причал (нужно спуститься по эскалатору, в ином случае — движение прямо). При открытии метро этот участок действовал как обходной маршрут через пожарный вход, после закрытия входа в метро на период строительства — как подвальный этаж, после открытия причала — как вход на причал мост Багратион.
С января 2024 года на мосту приказом директора торгового центра, расположенного на мосту, запрещен проезд на велосипедах, самокатах и других СИМ, а также проход пешком с личными велосипедами, самокатами и роликами.

## Галерея

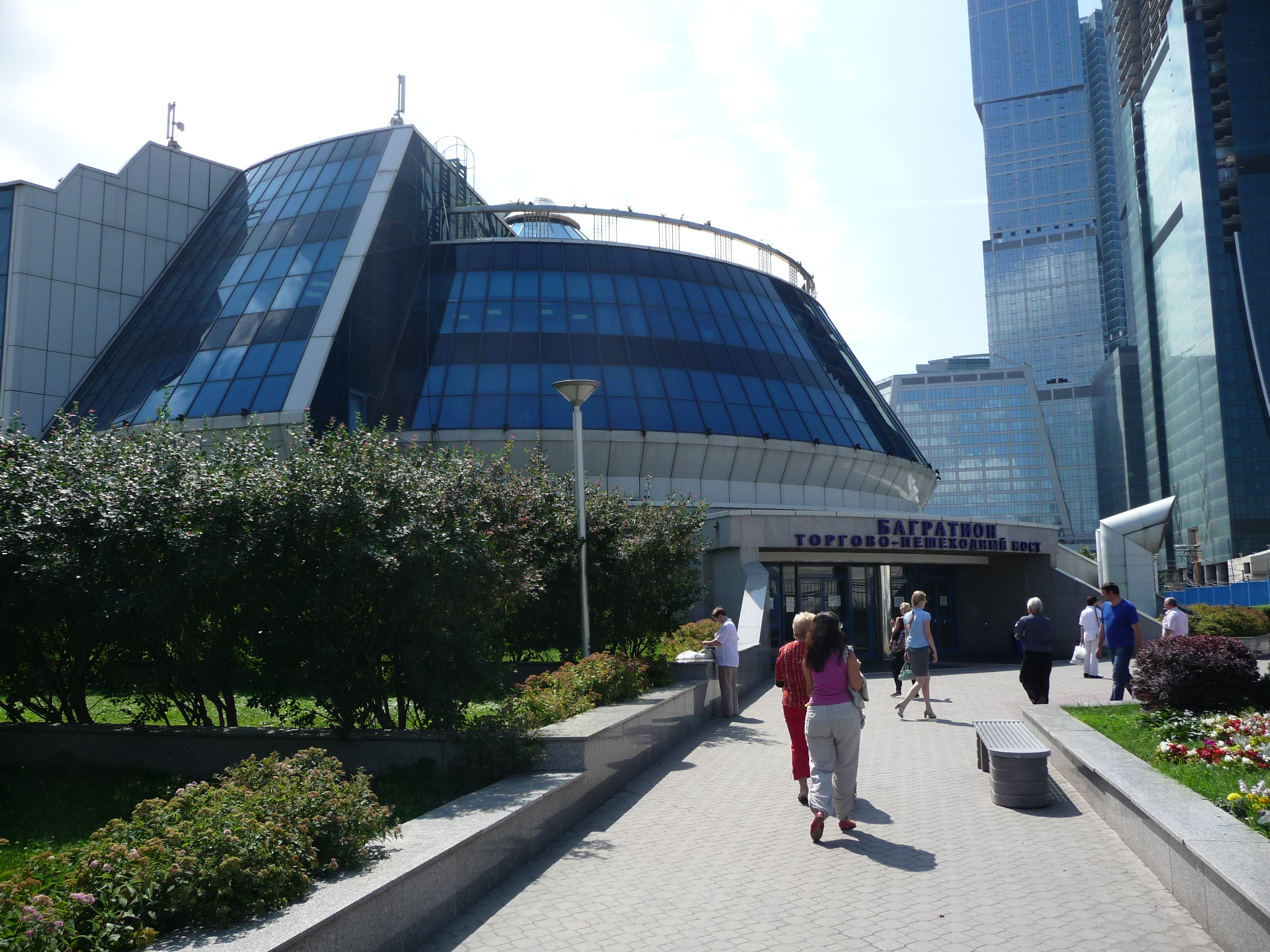
Вход со стороны Краснопресненской набережной. 2009 год
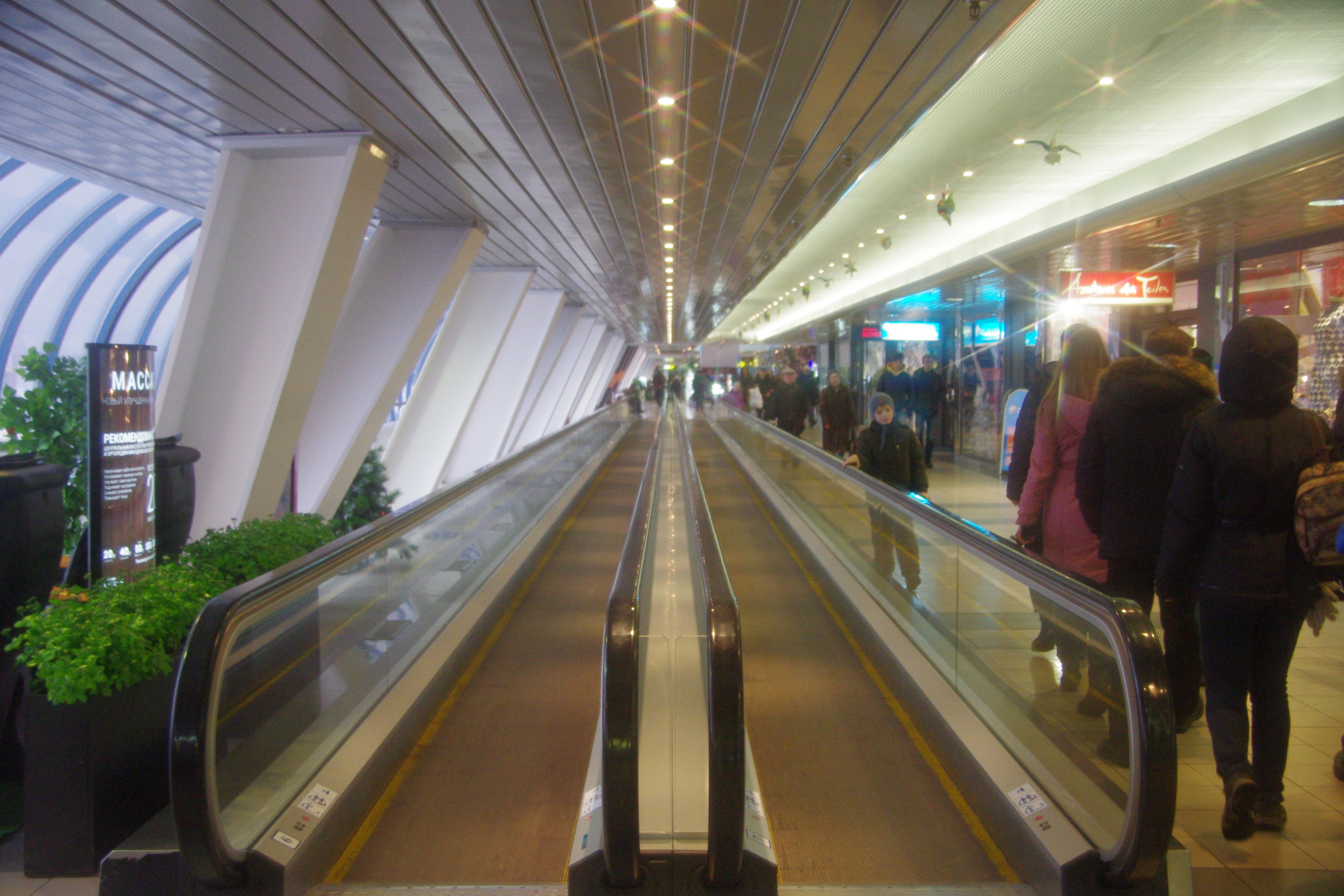
Траволаторы на первом этаже моста. 2013 год
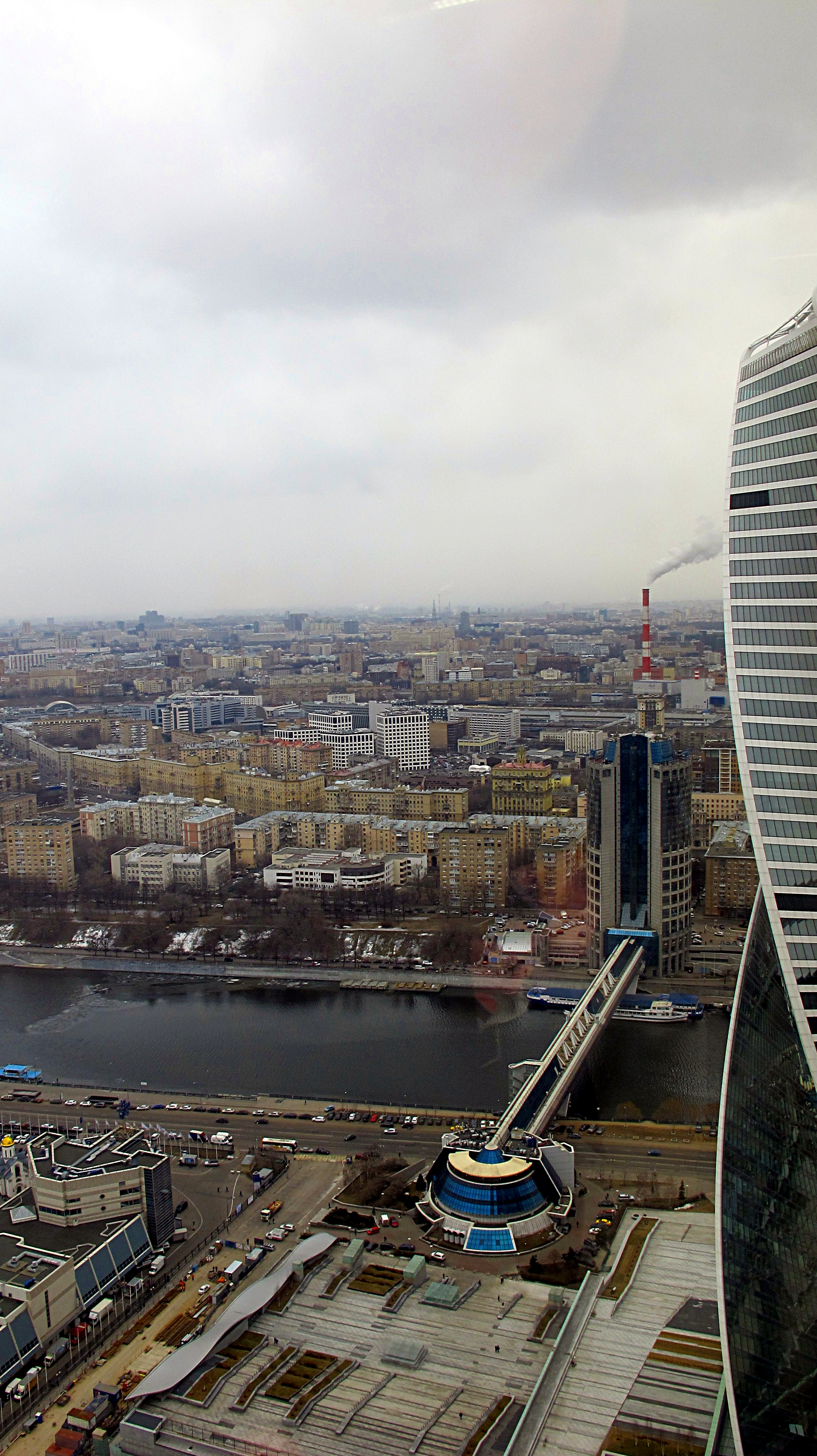
Вид на мост из окон «Москва-Сити». 2016 год
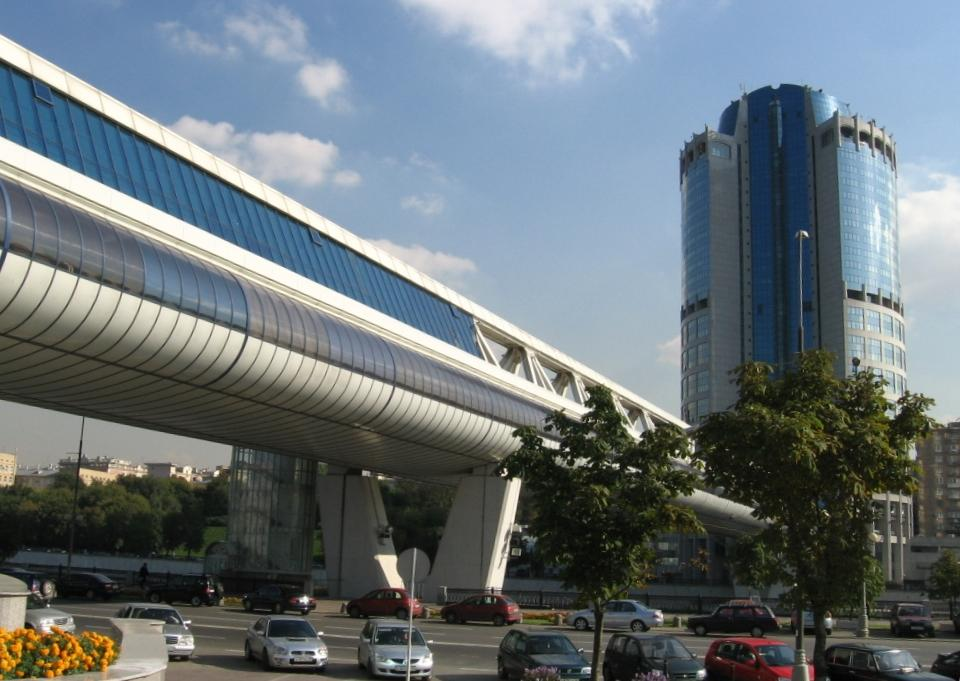
Мост Багратион и Башня 2000. 2006 год
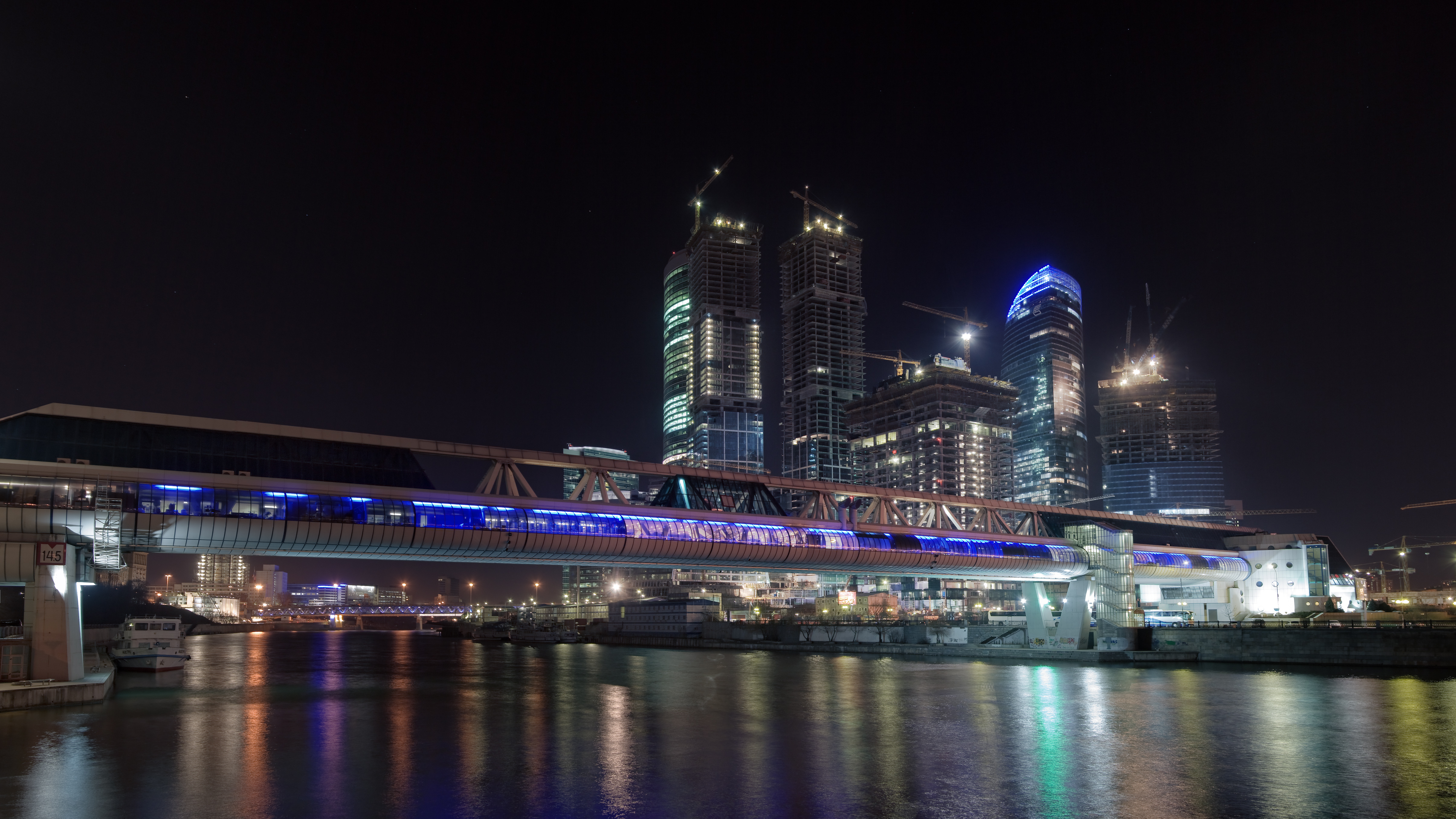
Мост Багратион на фоне ночной панорамы комплекса «Москва-сити». 2008 год